# Погатконг Тауншип (Нью-Джерсі)
Погатконг Тауншип (англ. Pohatcong Township) — селище (англ. township) в США, в окрузі Воррен штату Нью-Джерсі. Населення — 3241 особа (2020).

## Демографія
Згідно з переписом 2010 року, у селищі мешкало 3339 осіб у 1310 домогосподарствах у складі 942 родин. Було 1420 помешкань
Расовий склад населення:
| - 95,2 % — білих - 1,6 % — чорних або афроамериканців - 0,9 % — азіатів |

До двох чи більше рас належало 1,6 %. Частка іспаномовних становила 3,5 % від усіх жителів.
За віковим діапазоном населення розподілялося таким чином: 22,6 % — особи молодші 18 років, 62,5 % — особи у віці 18—64 років, 14,9 % — особи у віці 65 років та старші. Медіана віку мешканця становила 42,8 року. На 100 осіб жіночої статі у селищі припадало 100,2 чоловіків;  на 100 жінок у віці від 18 років та старших — 97,3 чоловіків також старших 18 років.
Середній дохід на одне домашнє господарство  становив 75 055 доларів США (медіана — 66 556), а середній дохід на одну сім'ю — 80 067 доларів (медіана — 71 250). Медіана доходів становила 52 422 долари для чоловіків та 40 788 доларів для жінок. За межею бідності перебувало 10,0 % осіб, у тому числі 13,8 % дітей у віці до 18 років та 4,8 % осіб у віці 65 років та старших.
Цивільне працевлаштоване населення становило 1671 осіб. Основні галузі зайнятості: освіта, охорона здоров'я та соціальна допомога — 15,7 %, роздрібна торгівля — 15,4 %, будівництво — 13,7 %.